# Roberto Olabe
Roberto Olabe Aranzabal es un exfutbolista y entrenador de fútbol español. Actualmente es el director de fútbol de la Real Sociedad.

## Trayectoria como futbolista
Roberto Olabe debutó en el C.D. Mirandés en Tercera División. En este club permaneció durante las temporadas (1989/91). Fichado posteriormente por el Deportivo Alavés, que entonces militaba en Segunda División B, permaneció en el club vitoriano una temporada (1991/92)antes de fichar por la Unión Deportiva Salamanca. En el conjunto charro permaneció durante tres temporadas (1992/95) donde disputó 125 partidos. Tras un primer intento fallido por ascender a "Segunda A", logró el ascenso en su segunda temporada, para -de manera consecutiva- lograr ascender a Primera División. Sin embargo no llegó a debutar en dicha categoría con la UD Salamanca ya que ese mismo verano sería fichado por la Real Sociedad, equipo en el que permaneció cuatro temporadas (1995/99), sin conseguir jugar con continuidad dada la regularidad del guardameta Alberto López.

## Trayectoria como entrenador
Como entrenador, Roberto Olabe dirigió a la Real Sociedad juvenil, con la que fue campeón de la Supercopa (1999/2001). En la temporada 2001/2002 fue ascendido al primer equipo de la Real Sociedad, sustituyendo a John Benjamin Toshack y logrando la permanencia en Primera tras una brillante gestión al frente del equipo, sólo salpicada por las reiteradas denuncias que recibió por ejercer como Entrenador Nacional sin tener el título de tercer nivel, que acredita para ejercer en la máxima categoría. Pese a ejercer como entrenador, en los partidos firmaba como Delegado, siendo su ayudante, el mítico exjugador realista Jesús María Zamora quien adjuntaba el carné de Entrenador, firmando como tal en las actas federativas.
Tras un paréntesis como director deportivo de la Real Sociedad, retornó a los banquillos al frente de la Sociedad Deportiva Eibar. Dirigió al conjunto armero durante once jornadas de la temporada 2005-06, entre diciembre y marzo de dicha temporada, siendo relevado en el cargo por Javier Pérez.
El 6 de abril de 2011, Olabe firma con la Unión Deportiva Almería asumiendo el cargo de entrenador a falta de ocho jornadas para el final del campeonato. El equipo era colista, con 26 puntos, a cuatro de los puestos de permanencia. Olabe lo intentó, pero los resultados no acompañaron descendiendo el equipo a la Segunda División de la Liga Nacional de Fútbol Profesional. 
En junio de 2011 la Comisión Directiva del Real Unión confirmó el nombramiento de Roberto Olabe como nuevo entrenador del primer plantel albinegro. Mikel Antía será el nuevo segundo técnico e Iñaki Berruet desarrollará funciones de secretario técnico.
Finalizada la temporada, en la decimotercera posición, el entrenador comunica su final de ciclo en el club.
En septiembre de 2015, de forma interina, se hace cargo de la Selección Nacional U19 de Catar para disputar la clasificación para la Copa de Asia Baréin 2016. El equipo consigue la clasificación encuadrado en el grupo que constituían las selecciones nacionales de Omán, Líbano y Kirgyzstan.

## Trayectoria como director deportivo
Como director deportivo ejerció en la Real Sociedad durante tres campañas(2002/05). De la mano de Roberto Olabe llegó al club donostiarra el entrenador Raynald Denoueix, con el que se logró el subcampeonato en una temporada en la que el equipo "txuri-urdin" mereció ganar un título que dejó escapar en la penúltima jornada con una derrota en el campo del Celta de Vigo.
Tras el éxito alcanzado en la temporada 2002/2003, y el paso por la Champions League, donde el club llegó a octavos de final,  en la temporada 2003/2004, su labor fue cuestionada por la política de fichajes, si bien se le reconoce el trabajo en la formación de nuevos valores, que años después se han consolidado en el primer equipo.
Tras un nuevo proceso electoral en el club, y la entrada en el club de Denon, grupo gestor como Consejo de Administración,  fue destituido de su cargo en septiembre del  2005.
En la temporada 2006/2007, el Almería encarga a Olabe la dirección deportiva con el objetivo de confeccionar un proyecto deportivo cuyo máximo objetivo era el ascenso a Primera División. Para el puesto de entrenador, Olabe contó con un viejo conocido suyo, el joven Unai Emery. Éste y otros fichajes contribuyeron a alcanzar en su primera temporada el objetivo del ascenso.
Sin embargo, una vez alcanzada esa meta, Roberto Olabe dejó la dirección del Almería para encargarse de la dirección técnica de la Liga de Fútbol Profesional, encabezando proyectos focalizados en la mejora de entrenadores en países de Centroamérica, búsqueda de herramientas centralizadas para el uso de los clubes de LFP y  propuestas de itinerarios de competición adecuados para la franja de edad de 18 a 21 años, entre los que se desarrolló el proyecto "Liga de Filiales" para los clubes españoles.
En el verano de 2008 fichó por el Real Valladolid para el cargo de director deportivo. Tras dos campañas en el José Zorrilla, el descenso de categoría y la finalización de su contrato, deja de pertenecer al equipo blanquivioleta.
En 2012 se incorpora a la prestigiosa Aspire Academy como Director de Fútbol con el objetivo de estructurar el programa de desarrollo para los jóvenes jugadores del país, un proyecto de formación, pensando en el próximo mundial de fútbol 2022, a disputar en dicho país. 
En mayo de 2016, acepta la propuesta de la Real Sociedad para desempeñar el puesto de Director de Fútbol, y en agosto del mismo año, sale definitivamente de Aspire Academy Doha para incorporase al club de San Sebastián.
En ese periodo , 2012-2016, desempeña así mismo el cargo de responsable de selecciones inferiores de la Federación de fútbol de Catar QFA, periodo en el que dicha federación se proclama campeón de Asia, Mianmar 2014, en la categoría sub-19.
En agosto de 2016 fichó por la Real Sociedad para el cargo de director deportivo. Tras ocho meses en el cargo, presentó su renuncia al cargo aludiendo a "motivos estrictamente personales". Al año siguiente fichó como Jefe de Estrategia Deportiva por el Independiente del Valle, cargo que dejaría en abril de 2018 para volver a la Real Sociedad, al ser nombrado director de fútbol de este club, en sustitución de Loren.